# Amnesicoma vacuimargo
Amnesicoma vacuimargo là một loài bướm đêm trong họ Geometridae.